# Matt Jackson
Matthew Alan Jackson, meglio noto come Matt Jackson (Leeds, 19 ottobre 1971), è un ex calciatore inglese, di ruolo difensore.

## Palmarès

### Club

#### Competizioni nazionali
- Football League One: 1

Wigan: 2002-2003
- Coppa d'Inghilterra: 1

Everton: 1994-1995
- Charity Shield: 1

Everton: 1995